# Ingo Voge
Ingo Voge   (Falkensee, 14 de febrer de 1958) és un pilot de bob alemany, ja retirat, que va competir sota bandera de la República Democràtica Alemanya durant la dècada de 1980.
El 1984 va prendre part en els Jocs Olímpics d'Hivern de Sarajevo, on guanyà la medalla de plata en la prova de bobs a quatre del programa de bob. Formà equip amb Bernhard Lehmann, Bogdan Musiol i Eberhard Weise. Quatre anys més tard, als Jocs de Calgary, revalidà la medalla de plata en la mateixa prova. En aquesta ocasió va formar equip amb Wolfgang Hoppe, Dietmar Schauerhammer i Bogdan Musiol.
En el seu palmarès també destaquen una medalla d'or i una de bronze al Campionat del món de bob, així com tres plates al Campionat d'Europa de bob.